# Orca Peru
ORCA Peru, también conocida como la Organización Científica para la Conservación de Animales Acuáticos, o ONG Orca Perú, es una Organización No Gubernamental (ONG) basada en Lima, Perú, que realiza rescate y rehabilitación de fauna silvestre marina, principalmente enfocada en mamíferos marinos, como los lobos marinos sudamericanos, y aves marinas, como el pingüino de Humboldt.
ORCA también realiza investigación científica y educación ambiental para el cuidado de los océanos y promueve la acción mediante limpiezas de playas.

## Historia
La ONG Orca Perú fue una iniciativa del médico veterinario peruano Dr. Carlos Yaipén-Llanos, fundador y actual director, en diciembre del 2000 para proteger la fauna marina de las costas de Perú.
En sus inicios la ONG recibió ayuda de una universidad local con instalaciones para trabajar temporalmente y una beca de la Sociedad de Mastozoología Marina (SMM). Su entrenamiento con mamíferos marinos fue recibido en el extranjero (Estados Unidos) con líderes del área como: el Mote Marine Laboratory de Florida y El Marine Mammal Center de California.
Con el tiempo la ONG fue formando su staff, recibiendo voluntarios e internos, y donaciones provenientes de todo el mundo. La labor de educación y divulgación científica se fue internacionalizando con repetidas participaciones en las Conferencias Bienales sobre Biología de Mamíferos Marinos organizadas por la Society for Marine Mammalogy en varios países.

## La ONG Orca Peru en las noticias

### 2012-2014
En Perú en el pasado ocurrieron varamientos masivos de delfines en las costas de Lima. En el año 2012, se reportaron más de 800 delfines muertos en un mes. Y dos años más tarde, en 2014, se volvió a reportar la muerte de más de 400 delfines en el país. Al respecto la ONG ORCA Perú manisfetó su preocupación científica públicamente en los medios de comunicación e hipotetizando algunas causales, como las  prospecciones sísmicas/acústicas de la industria petrolera, al contrario de la institución nacional IMARPE que postulaba causas naturales, ORCA también se manifestó respecto riesgo sanitario del consumo de la carne de los delfines por las personas, alto en mercurio, producto conocido localmente como "muchame".

### 2016
El 11 de marzo de 2016 la organización llegó a ayudar a un elefante marino del sur golpeado, en la playa Makaha en Miraflores, controlando a la multitud y permitiendo que el animal vuelva al mar, ya que no estaba en su zona geográfica, posiblemente por el efecto del fenómeno o evento El Niño Oscilación del Sur (ENOS).
El 31 de marzo una noticia reporta la liberación exitosa y relocación en Huanchaco de un lobo marino rescatado de varamiento en Trujillo. 
El 4 de agosto la ONG ORCA realizó una campaña de visibilización de malas prácticas zoológicas y de bienestar animal, pidiendo la liberación de Huayrurín, un delfín rosado del zoológico de Quistococha.
El 14 de octubre se liberaron 9 lobos marinos en islas Palomino, extraviados de su madre frente a la costa, vulnerados también por la sobrepesca. 

### 2019
En agosto de 2019 un cachalote varó en San Bartolo, la ONG colaboró in situ junto a surfistas y policía local, pero el caso era de complejidad e inviable, pues el animal presentaba heridas graves de mordida en la playa Santa Rosa, por lo que se retiró al animal y posteriormente se realizó la necropsia por IMARPE.

## Visión
ORCA Peru busca convertirse en una organización fuerte y sostenible que articule una red estable de bases operativas a lo largo de la costa Peruana que asegure una relación armónica entre los seres humanos y el ecosistema marino.

## Objetivos
- Promover, fomentar y difundir la investigación, desarrollo sostenible, el rescate, la rehabilitación y liberación así como la conservación de las diferentes especies de animales acuáticos y el océano.
- Establecer líneas de coordinación con organismos a nivel nacional e internacional que compartan nuestra filosofía, principios, valores y objetivos.
- Crear y fomentar un espíritu de entendimiento en la comunidad, promoviendo en la teoría y en la práctica, la conservación del ambiente.
- Asesorar y prestar servicios de índole cultural, científica, educativa, sanitaria, ecoturístico, de sensibilización y concientización promoviendo valores ecológicos de respeto a la vida y amor por la naturaleza a la colectividad en general.

## Filosofía
- ORCA Peru reconoce el vínculo que existe entre los seres humanos y el océano; los mamíferos marinos son el equivalente a nosotros en el ecosistema marino y su existencia es crítica para determinar la salud del océano, y la del planeta. Es nuestra responsabilidad usar conocimientos científicos así como nuestra compasión por la naturaleza, para proteger nuestros mares para las futuras generaciones.
- ORCA Peru identifica a los mamíferos marinos como seres sensibles capaces de desarrollar vínculos filiales, y reconocemos a cada individuo como seres de complejidad psicológica y con personalidades individuales que les permiten establecer relaciones sociales y filiales, así como resolver problemas. Los mamíferos marinos necesitan nuestra protección frente al devastador impacto acumulativo de las acciones humanas sobre el ecosistema marino.

## Valores
- Respeto a la vida.
- Amor por la naturaleza.
- Verdad en la ciencia.
- Lealtad a los principios.